# Divo Barsotti
Divo Barsotti (Palaia, Pisa, 1914.), talijanski prezbiter, kršćanski mistik i duhovni pisac

## Životopis
Rodio se 1914. u mjestu Palaia (Pisa). I danas ga jednodušno smatraju najvažnijim mistikom i najčitanijim duhovnim piscem (više od 160 napisanih djela) tek minulog stoljeća. Poučavao je teologiju preko trideset godina na firentinskom fakultetu. Držao je duhovne vježbe laicima, svećenicima, redovnicama i redovnicima, biskupima, kao i papi Pavlu VI. u društvu dvadesetak kardinala. Karlo Bo ga naziva "jednim od najviših duhova našeg vremena", dok ga drugi drže "nesumnjivo najvažnijim talijanskim (duhovnim) autorom našeg stoljeća", a njegovo djelo "najvišim izražajem duhovnog učiteljstva", jednim od triju suvremenih središnjih duhovnih likova u Italiji, pored blaženog pape Ivana XXIII. i sv. Pija, stigmatiziranog kapucina. Djela: Bog Abrahamov, Izlazak, Isus i Samarijanka, Svjetlost i poniznost i dr.